# 新睦人
新 睦人（あたらし むつんど、1936年1月3日 - ）は、日本の社会学者。奈良女子大学名誉教授。専門は理論社会学 。

## 経歴
東京生まれ。1960年神戸大学文学部卒業。1965年京都大学大学院文学研究科博士課程社会学専攻満期退学。1978年「都市地域社会システムの理論的・実証的基礎研究」で京都大学より文学博士の学位を取得。大阪府立大学助手、1968年奈良女子大学家政学部助教授、1972年文学部助教授兼任、1978年文学部教授、1979年から一時京都大学教授を兼任。1999年奈良女子大を定年退官、名誉教授、広島国際学院大学教授。 2015年春の叙勲で瑞宝中綬章受章。

## 著書
- 『現代社会の構造 現代社会の社会学試論』汐文社 1967
- 『現代コミュニティ論 日本文化の社会学的基礎分析』ナカニシヤ出版 1972
- 『ヨーロッパ都市の原像』木鐸社 1975
- 『情報社会をみる眼 コンピュータ革命のゆくえ』有斐閣選書 1983
- 『ニュー・メディア 情報と生活』郵政省人事局要員訓練課編 通信事業教育振興会 教養の書 1984
- 『現代社会の理論構造 ポストモダンへの傾斜』恒星社厚生閣 1995
- 『社会学の方法』有斐閣 2004
- 『社会調査の基礎理論 仮説づくりの詳細なガイドライン』川島書店 2005

### 共編著
- 『社会調査の理論と技法 アイデアからリサーチへ』西田春彦共編著 川島書店 1976
- 『社会学のあゆみ』大村英昭、宝月誠、中野正大、中野秀一郎共著 有斐閣新書 1979
- 『社会システムの考え方 人間社会の知的設計』中野秀一郎共著 有斐閣選書 1981
- 『社会学のあゆみ パート2 (新しい社会学の展開)』中野秀一郎共編 有斐閣新書 1984
- 『現代アメリカの社会学理論』三沢謙一共編 恒星社厚生閣 1988
- 『比較文化の地平 日本とヨーロッパ』編 世界思想社 1997
- 『新しい社会学のあゆみ』編 有斐閣アルマ 2006
- 『社会調査ゼミナール』盛山和夫共編 有斐閣 2008

### 翻訳
- D.マーチンデール『現代社会学の系譜 社会学理論の性格と諸類型』訳者代表 未来社 1970-71
- ルイス・A.コーザー『社会闘争の機能』新曜社 1978
- W.バックレイ『一般社会システム論』中野秀一郎共訳 誠信書房 1980

## 論文
- Cinii>新睦人